# Tibatrochus husaensis
Tibatrochus husaensis is een slakkensoort uit de familie van de Chilodontaidae. De wetenschappelijke naam van de soort is voor het eerst geldig gepubliceerd in 1940 door Nomura.